# تپه تل تل
تپه تل تل مربوط به سده‌های اولیه دوران‌های تاریخی پس از اسلام است و در شهرستان گناوه، روستای شول واقع شده و این اثر در تاریخ ۱۱ دی ۱۳۸۰ با شمارهٔ ثبت ۴۵۴۶ به‌عنوان یکی از آثار ملی ایران به ثبت رسیده است.